# ジャック・ストラトン
ジャック・ストラトン（Jack Stratton、1994年8月21日 - ）は、ジャパンラグビーリーグワン三菱重工相模原ダイナボアーズに所属するラグビーユニオン選手。

## プロフィール
- ニュージーランド出身[1]。
- ポジションはスクラムハーフ (SH),スタンドオフ (SO)。
- 身長: 185 cm、体重: 91 kg
- ニックネームはStratto。

## 略歴
5歳からラグビーを始めた。
フィールディング高校、リンカーン大学、カンタベリー、ワイカト、クルセイダーズを経て、2019年、東芝ブレイブルーパス(現・東芝ブレイブルーパス東京)に加入。
2020年1月12日にジャパンラグビートップリーグ第1節サントリーサンゴリアス戦に先発出場で日本での公式戦初出場を果たす。
2023年、三菱重工相模原ダイナボアーズに加入。